# Scott Mayfield
Scott Mayfield (né le 14 octobre 1992 à Saint-Louis dans l'État du Missouri aux États-Unis) est un joueur professionnel américain de hockey sur glace. Il évolue au poste de défenseur.

## Biographie
Il est repêché par les Islanders de New York au 34e rang lors du repêchage d'entrée dans la LNH 2011 après avoir joué deux saisons avec les Phantoms de Youngstown dans la United States Hockey League. Il rejoint l'Université de Denver où il joue deux ans avec l'équipe des Pioneers. 
En avril 2013, il signe son premier contrat professionnel avec les Islanders pour une durée de trois ans et fait ses débuts professionnels vers la fin de la saison avec les Sound Tigers de Bridgeport, filiale des Islanders dans la Ligue américaine de hockey. Il fait ses débuts dans la Ligue nationale de hockey avec les Islanders lorsque la saison 2013-2014 tire à sa fin.

## Statistiques
| Saison     | Équipe                     | Ligue      |     | Saison régulière | Saison régulière | Saison régulière | Saison régulière | Saison régulière |   | Séries éliminatoires | Séries éliminatoires | Séries éliminatoires | Séries éliminatoires | Séries éliminatoires |
| Saison     | Équipe                     | Ligue      | PJ  | B                | A                | Pts              | Pun              | PJ               | B | A                    | Pts                  | Pun                  |                      |                      |
| 2009-2010  | Phantoms de Youngstown     | USHL       | 59  | 10               | 12               | 22               | 145              | -                | - | -                    | -                    | -                    |                      |                      |
| 2010-2011  | Phantoms de Youngstown     | USHL       | 52  | 7                | 9                | 16               | 159              | -                | - | -                    | -                    | -                    |                      |                      |
| 2011-2012  | Université de Denver       | WCHA       | 42  | 3                | 9                | 12               | 76               | -                | - | -                    | -                    | -                    |                      |                      |
| 2012-2013  | Université de Denver       | WCHA       | 39  | 4                | 13               | 17               | 112              | -                | - | -                    | -                    | -                    |                      |                      |
| 2012-2013  | Sound Tigers de Bridgeport | LAH        | 6   | 0                | 0                | 0                | 2                | -                | - | -                    | -                    | -                    |                      |                      |
| 2013-2014  | Sound Tigers de Bridgeport | LAH        | 71  | 3                | 15               | 18               | 129              | -                | - | -                    | -                    | -                    |                      |                      |
| 2013-2014  | Islanders de New York      | LNH        | 5   | 0                | 0                | 0                | 7                | -                | - | -                    | -                    | -                    |                      |                      |
| 2014-2015  | Sound Tigers de Bridgeport | LAH        | 69  | 1                | 13               | 14               | 173              | -                | - | -                    | -                    | -                    |                      |                      |
| 2014-2015  | Islanders de New York      | LNH        | -   | -                | -                | -                | -                | 2                | 0 | 0                    | 0                    | 0                    |                      |                      |
| 2015-2016  | Sound Tigers de Bridgeport | LAH        | 54  | 5                | 7                | 12               | 80               | 3                | 0 | 0                    | 0                    | 6                    |                      |                      |
| 2015-2016  | Islanders de New York      | LNH        | 6   | 1                | 0                | 1                | 11               | -                | - | -                    | -                    | -                    |                      |                      |
| 2016-2017  | Sound Tigers de Bridgeport | LAH        | 23  | 3                | 3                | 6                | 27               | -                | - | -                    | -                    | -                    |                      |                      |
| 2016-2017  | Islanders de New York      | LNH        | 25  | 2                | 7                | 9                | 35               | -                | - | -                    | -                    | -                    |                      |                      |
| 2017-2018  | Islanders de New York      | LNH        | 47  | 2                | 10               | 12               | 45               | -                | - | -                    | -                    | -                    |                      |                      |
| 2018-2019  | Islanders de New York      | LNH        | 79  | 4                | 15               | 19               | 68               | 8                | 0 | 2                    | 2                    | 8                    |                      |                      |
| 2019-2020  | Islanders de New York      | LNH        | 67  | 5                | 8                | 13               | 53               | 22               | 1 | 4                    | 5                    | 12                   |                      |                      |
| 2020-2021  | Islanders de New York      | LNH        | 56  | 2                | 13               | 15               | 38               | 19               | 2 | 4                    | 6                    | 25                   |                      |                      |
| 2021-2022  | Islanders de New York      | LNH        | 61  | 3                | 15               | 18               | 55               | -                | - | -                    | -                    | -                    |                      |                      |
| 2022-2023  | Islanders de New York      | LNH        | 82  | 6                | 18               | 24               | 83               | 6                | 1 | 2                    | 3                    | 2                    |                      |                      |
| 2023-2024  | Islanders de New York      | LNH        | 41  | 0                | 5                | 5                | 35               | -                | - | -                    | -                    | -                    |                      |                      |
| Totaux LNH | Totaux LNH                 | Totaux LNH | 469 | 25               | 91               | 116              | 430              | 57               | 4 | 12                   | 16                   | 47                   |                      |                      |